# Archivi nazionali (Francia)

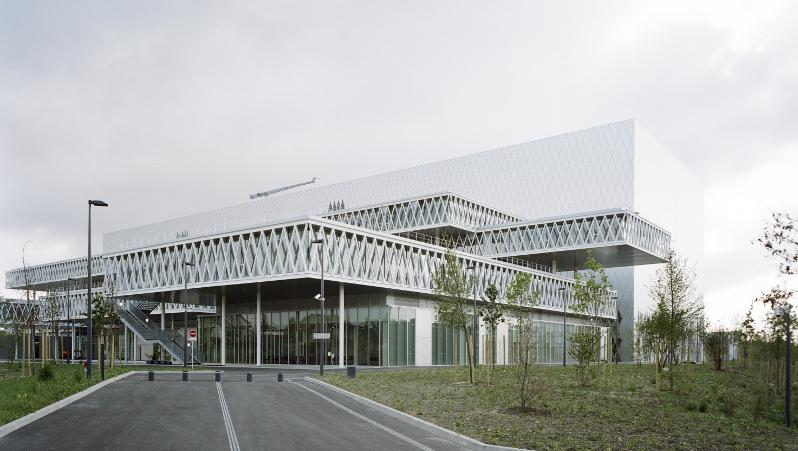
La sede di Pierrefitte-sur-Seine progettata da Fuksas

Gli Archivi nazionali francesi (in francese: Archives nationales) costituiscono l'archivio di Stato della Francia in cui si conservano le memorie storiche delle amministrazioni centrali, eccetto il Ministero della difesa e il Ministero degli affari esteri, che hanno i loro servizi archivistici particolari: rispettivamente il "Servizio Storico della Difesa" (Service historique de la défense) e gli "Archivi Diplomatici" (Archives diplomatiques). Inoltre l'archivio del cessato Ministero delle Colonie e gli archivi delle singole ex-colonie francesi sono custoditi negli "Archivi nazionali d'Oltremare" (Archives nationales d'outre-mer) di Aix-en-Provence.
Si tratta di uno dei più grandi patrimoni archivistici del mondo. Fondati nel 1790, gli Archives nationales hanno la loro sede storica nell'Hôtel de Soubise a Parigi nel quartiere del Marais, mentre la sede centrale, dal 2012, si trova a Pierrefitte-sur-Seine. Gli archivi dipendono dal Ministero francese della Cultura.

## Storia

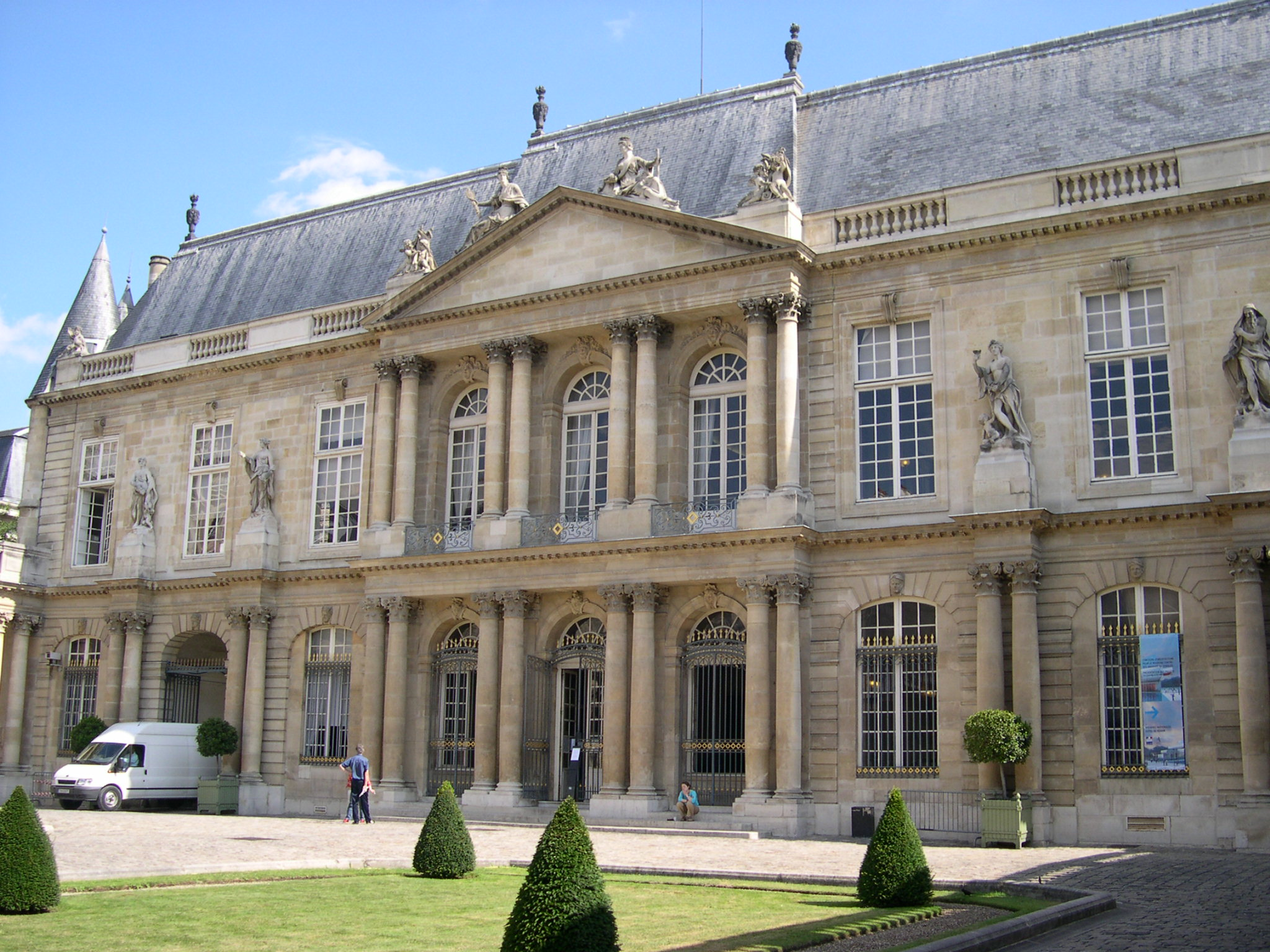
Facciata dell'Hôtel de Soubise

Gli Archives nationales furono fondati all'epoca della Rivoluzione francese dall' Assemblea Costituente nel 1790 come archivio del nuovo parlamento, ma fu con il successivo decreto del 7 messidoro 1794 che tutti gli archivi pubblici e privati di cui si erano impadroniti i Rivoluzionari vennero accentrati. Nel 1796 furono infine creati gli Archivi Dipartimentali (archives départementales), uno per dipartimento.

## Sedi
Negli anni turbolenti della Rivoluzione gli Archivi furono trasferiti frequentemente. Solo nel 1808 Napoleone destinò loro l'Hôtel de Soubise, che rimane la sede parigina degli archivi. Negli anni successivi furono accorpati anche altri palazzi adiacenti. 
Nel 1969, non bastando più la sede storica, si decise la costruzione di un nuovo centro a Fontainebleau e nel 2013, rivelatasi insufficiente anche questa, venne inaugurata la nuova sede di Pierrefitte-sur-Seine. Pertanto oggi gli Archives nationales si articolano su tre sedi:

### Parigi

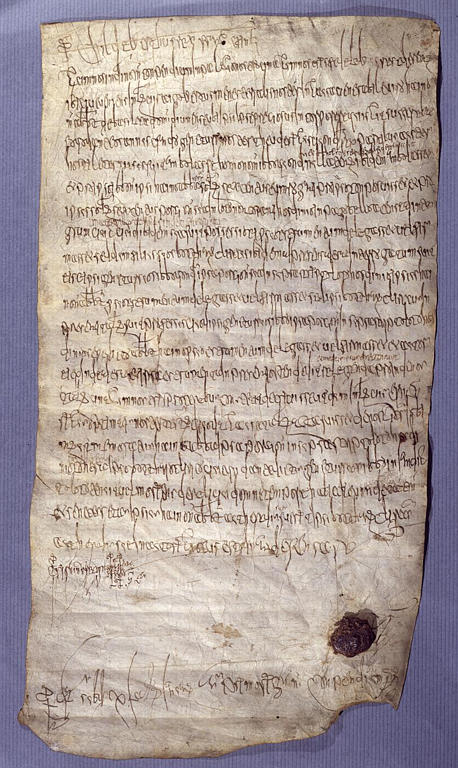
Pergamena del 695 di re Childeberto III

La sede storica degli Archives nationales è dal 1808 in due palazzi adiacenti del quartiere parigino del Marais, l'Hôtel de Soubise e l'Hôtel de Rohan. Oggi questa sede ospita la documentazione precedente la Rivoluzione francese.
Si tratta innanzitutto degli archivi del Regno di Francia; ma anche degli archivi dell'amministrazione cittadina di Parigi dal Medioevo alla Rivoluzione. Nella sede parigina degli Archives nationales è inoltre conservato il cosiddetto Minutier central, ovvero gli archivi dei notai parigini dal XV secolo. L' Hôtel de Soubise custodisce poi gli archivi delle abbazie (il fondo più rilevante è quello dell'Abbazia di Saint-Denis) e delle chiese di Parigi, di cui si erano impadroniti i Rivoluzionari. In proposito si deve evidenziare che i registri dei battesimi, dei matrimoni e delle sepolture sono andati completamente distrutti in quanto incendiati al tempo della Comune di Parigi nel 1871. Infine conserva gli archivi delle famiglie aristocratiche francesi presi al tempo della Rivoluzione, nonché cartine e piante.
Il più antico documento conservato negli Archivi è un papiro datato 625 proveniente dall'archivio dell'Abbazia di Saint-Denis. Complessivamente gli Archives nationales possiedono 47 documenti di età Merovingia (terminata nel 751). Custodiscono poi cinque documenti del regno di Pipino il Breve (751-768), 31 del regno di Carlo Magno (768-814), 28 del regno di Ludovico il Pio (814-840), 69 del regno di Carlo il Calvo (840-877), uno del regno di Ugo Capeto (987-996), 21 del regno di Roberto II di Francia (996-1031). Successivamente all' anno Mille il numero di documenti aumenta notevolmente, per esempio sono più di mille quelli risalenti al regno di Filippo Augusto (1180–1223) e diverse migliaia quelli risalenti al regno di Luigi IX (1226–1270).
Nell'Hôtel de Soubise si trova anche il Museo degli Archivi Nazionali, dove si trovano esposti i più famosi documenti custoditi dagli Archivi, e vengono inoltre organizzate mostre temporanee tematiche basate su altri documenti contenuti nell'Archivio.

### Pierrefitte-sur-Seine

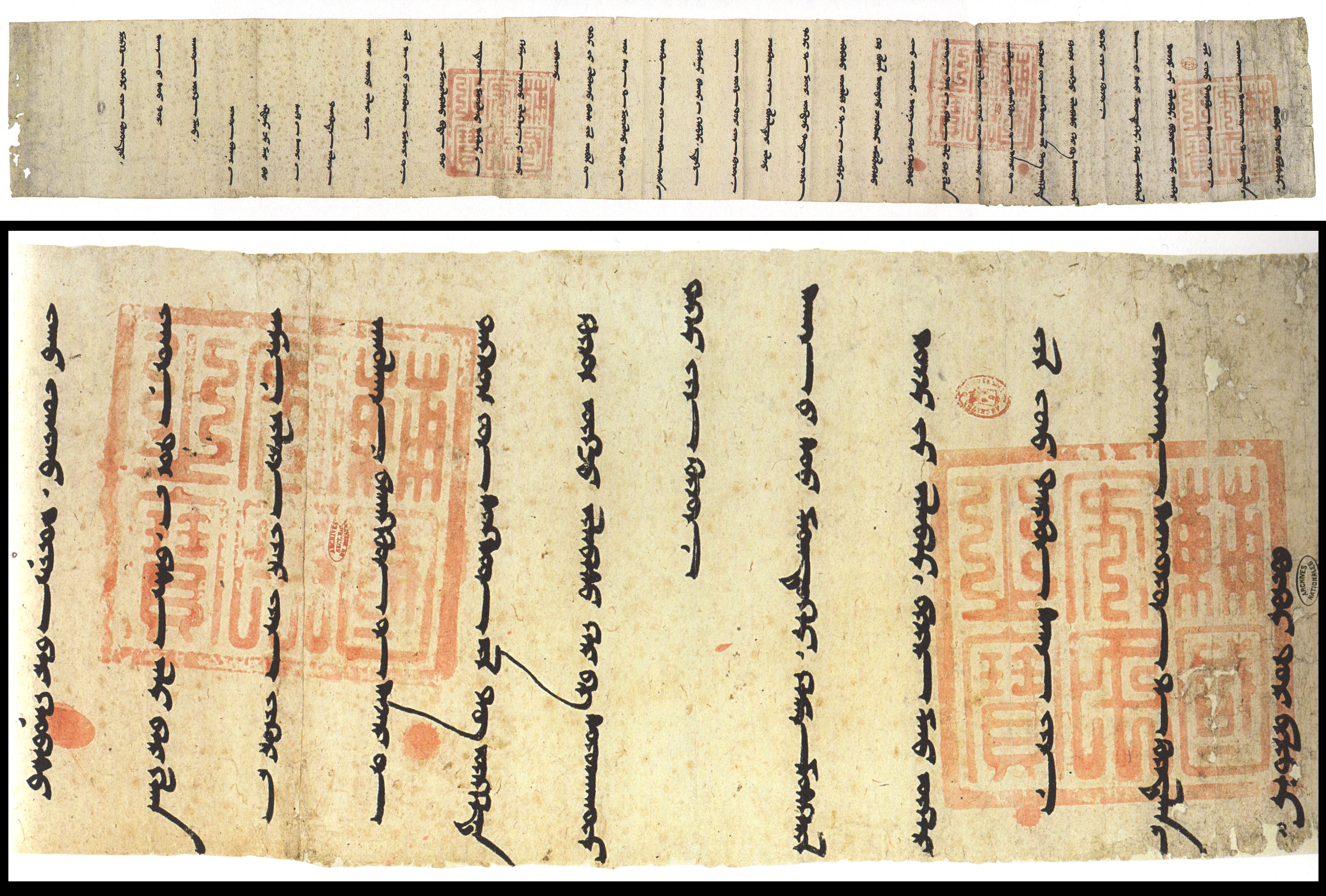
Lettera di Arghun a Filippo IV di Francia del 1289 in alfabeto sogdiano

La nuova sede di Pierrefitte-sur-Seine conserva la documentazione dell'amministrazione centrale dello Stato francese a partire dalla Rivoluzione Francese.
I fondi custoditi in questa sede sono divisi in cinque sezioni:
- archivi del potere esecutivo e legislativo;
- archivi delle amministrazioni degli Interni e della Giusitizia;
- archivi delle amministrazioni dell'Educazione, della Cultura e degli Affari Sociali;
- archivi dell'Agricoltura, dell'Ecologia, dell'Industria, del Commercio, del Turismo, dell'Economia e delle Finanze;
- archivi privati.

Si trovano in questa sede fra gli altri gli archivi dell'ORTF e del Centro Nazionale di Cinematografia.
La località di Pierrefitte sur Seine si trova nella banlieue parigina, ed è stata scelta in quanto comodamente servita dalla metropolitana. L'edificio che ospita gli archivi è stato progettato dall'architetto italiano Massimiliano Fuksas ed è stato inaugurato nel 2013.

### Fontainebleau

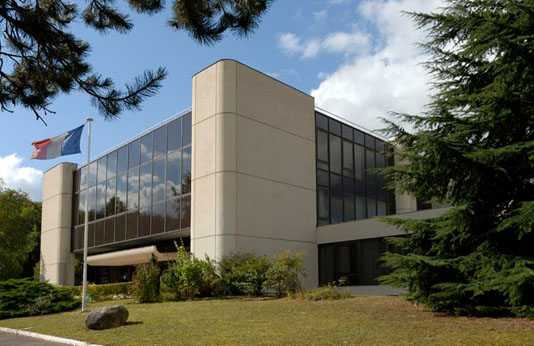
La sede di Fontainebleau

La Città interministeriale degli Archivi (Cité interministérielle des Archives - CIA) di Fontainebleau fu inaugurata nel 1969 per accogliere i documenti che provenivano man mano dalle amministrazioni pubbliche, e che non potevano più essere contenuti nella sede parigina.
Dopo la costruzione del nuovo centro di Pierrefitte-sur-Seine nel 2013, a Fontainebleau vengono conservati solamente gli archivi degli architetti ed alcuni fondi del XX secolo, i fascicoli relativi al personale, al contenzioso, alle pratiche di cittadinanza. Sempre a Fontainebleau si trovano gli archivi sonori e audiovisivi.
Qui sono conservati anche gli archivi informatici dello Stato francese, i cui documenti più antichi risalgono agli anni sessanta.